# Alle gegen Alle – A Tribute to Slime
Alle gegen Alle – A Tribute to Slime ist ein Tributealbum für die deutsche Punkband Slime von Sunny Bastards, der 2009 erschien. Die Kompilation wurde im März 2013 von der Bundesprüfstelle für jugendgefährdende Medien (BPjM) indiziert.

## Hintergrund
Der Tribute-Sampler für Slime entstand aus Initiative des OHL-Fans „Kernkraftritter-Kay“, der mit dem Label Sunny Bastards bereits 2008 den Tributesampler Waffenbrüder - A Tribute to OHL realisierte. Unterstützt wurde die Initiative durch den Slime-Gitarristen Michael „Elf“ Mayer, der bei Velvetone als Akustikgitarrist zu hören ist. Das Album erschien zunächst im Digipak und in einer auf 500 Stück limitierten 4-LP-Box. Anschließend erfolgte die Auslieferung in normaler CD-Hülle.
Insgesamt 54 Bands beziehungsweise Künstler beteiligten sich an der Kompilation, einige davon gehören zum Label Sunny Bastards. Neben Slime-Coversongs sind auch die Lieder Hey Lutz, wir fahren zu Slime von Rockformation Diskokugel,  Parcoure #1! von Emils sowie eine Reihe umarrangierter und mit neuem Text versehener Lieder enthalten. Die meisten Formationen stammen aus dem Punk-Genre, jedoch beteiligten sich auch die Hip-Hopper Ohrbooten und El Gordo, die Rock-’n’-Roll-Band Velvetone, die Metalband Kreator (mit Unterstützung von Nagel/Muff Potter und Thees Uhlmann) auf dem Sampler. Herr Schwers vermischt auf seinem Stück A.S.o.t.B Wir wollen keine Bullenschweine mit Another Brick in the Wall. Der CD beigelegt ist ein mehrseitiges Booklet mit Bandinformationen und Statements der beteiligten Musiker.
Die CD erschien als Benefizalbum. Teile des Erlöses gingen an Helfer ohne Grenzen (Heidelberg) und Helfen-ohne-Grenzen e.V.

## Indizierung
Im März 2013 wurde Alle gegen Alle – A Tribute to Slime von der Bundesprüfstelle für jugendgefährdende Medien in Deutschland indiziert. Da das Lied A.S.o.t.B. von Herr Schwers inhaltlich identisch mit dem bereits indizierten Lied Wir wollen keine Bullenschweine sei, wurde auch Alle gegen Alle – A Tribute to Slime in den Teil B der Liste der jugendgefährdenden Medien eingetragen und unterliegt damit einem Verbreitungsverbot.

## Titelliste

### CD 1
1. Rockformation Diskokugel: Hey Lutz, wir fahren zu Slime – 2:02
2. Kreator Feat. Nagel & Thees Uhlmann: Alle gegen Alle – 2:46
3. Die Toten Hosen: Viva la Muerte – 3:58
4. Born from Pain: Tod – 1:50
5. Verlorene Jungs: Untergang – 2:22
6. Kumpelbasis: Alptraum – 3:31
7. Jingo de Lunch: Etikette tötet – 3:24
8. Rasta Knast: Störtebecker – 2:57
9. Volxsturm: Gewinnen werden immer wir – 3:10
10. Broilers: Zusammen – 4:18
11. Velvetone: Krüppel – 1:35
12. Emscherkurve 77: Religion – 3:35
13. Dritte Wahl: Yankees raus – 2:44
14. El Gordo: Deutschland – 3:36
15. Ohrbooten: Legal, Illegal, Scheißegal – 2:21
16. CỌR: Zu Kalt – 3:15
17. Dimple Minds: Gerechtigkeit – 2:54
18. Disturbers: A.C.A.B. – 1:57
19. Brigade S: (Ihr ruft) Bullenschweine – 2:48
20. I Defy: Disco – 2:37
21. Stage Bottles: Robot Age – 2:45
22. Alarmsignal: Wind – 2:27
23. Mr. Burns: Besserwisserei stinkt – 2:15
24. Feuerwasser: Red nicht, geh los! – 2:47
25. Kapelle Vorwärts: Ich war dabei – 2:36
26. Emils: Parcoure #1! – 8:01

### CD 2
1. Herr Schwers: A.S.o.t.B. – 5:05
2. Johnnie Rock & Freunde: Gegen die Zeit – 2:21
3. Die Mimmi’s: Der Tod ist ein Meister aus Deutschland – 3:53
4. Pöbel & Gesocks: Keine Führer – 3:16
5. Lost Boyz Army: Hey Punk – 1:42
6. Shearer: Zweifel – 3:16
7. Hula Punk: Yankees Raus – 4:21
8. Totenmond: Kauf oder stirb – 1:22
9. SS-Kaliert: Linke Spießer – 1:52
10. The Detectors: Fuck Police Brutality – 2:13
11. Polkahontas: Deutschland – 3:22
12. Jesus Skins: Wenn der Himmel brennt – 2:28
13. Gottkaiser: Seekarten – 3:28
14. Kommando Kap Hoorn: Wind – 3:02
15. Eight Balls: 1,7 Promille Blues – 3:34
16. The Rabble Rousers: Legal, Illegal, Scheißegal – 1:57
17. The Band from a Future: Disco – 4:08
18. Small Town Riot: Tribute to Slime Medley – 2:05
19. Kernkraftritter feat. Uwe: Iran – 1:04
20. Asrael: Artificial – 2:43
21. Böhle77 und der Swingclub: Gerechtigkeit – 3:36
22. Blutiger Osten: Wieder bereit – 2:11
23. Ungunst: Goldene Türme – 3:57
24. Supabond: Alptraum – 2:35
25. This Belief: Schweineherbst – 3:10
26. Manmade: Großer Bruder – 2:09
27. Ausgelebt: Streetfight – 2:10
28. Divine Noise Attack: Legal, Illegal, Scheißegal – 1:16

## Kritik
Im Großen und Ganzen wurde der Sampler in der Punkszene wohlwollend aufgenommen. Joachim Hiller vom Ox-Fanzine schreibt:

„Sowieso gefallen die Stücke besser, bei denen man dem Original mit einem neuen musikalischen Ansatz zu Leibe gerückt ist, siehe etwa auch „Yankees raus“ in der loungigen HULA PUNK-Version. (…) Dazu kommt ein dickes Booklet, in dem viele der Mitmachenden ein kurzes Statement zu ihrer Begeisterung für SLIME loslassen, und so ist „Alle gegen alle“ ein wirklich gelungenes Heldendenkmal geworden.“